# Liste der Baudenkmäler in Bamberg/Domberg
Auf dieser Seite sind die Baudenkmäler in der oberfränkischen kreisfreien Stadt Bamberg zusammengestellt. Diese Tabelle ist eine Teilliste der Liste der Baudenkmäler in Bayern. Grundlage ist die Bayerische Denkmalliste, die auf Basis des Bayerischen Denkmalschutzgesetzes vom 1. Oktober 1973 erstmals erstellt wurde und seither durch das Bayerische Landesamt für Denkmalpflege geführt wird. Die folgenden Angaben ersetzen nicht die rechtsverbindliche Auskunft der Denkmalschutzbehörde.
Diese Teilliste enthält die Denkmäler im Gebiet des Dombergs gemäß der Aufteilung der Buchreihe Die Kunstdenkmäler von Bayern. 

## Baudenkmäler des Dombergs

### Domplatz
| Lage                  | Objekt                                  | Beschreibung | Akten-Nr.              | Bild           |
| --------------------- | --------------------------------------- | --- | ---------------------- | -------------- |
| Domplatz 1 (Standort) | Curia Sti. Hippolyti                    | Ehemaliger Domherrenhof, zwei- und dreigeschossige Vierflügelanlage mit Mansarddach, von Justus Heinrich Dientzenhofer nach einem von Balthasar Neumann überarbeiteten Plan über älterer Substanz der ehemaligen Burg errichtet, 1739, dem schlossartigen Anspruch entsprechend ausgestattet | D-4-61-000-90 Wikidata | weitere Bilder |
| Domplatz 2 (Standort) | Curia Stm. Sebastiani et Fabian         | Ehemaliger Domherrenhof, heute erzbischöfliches Ordinariat, drei- und zweigeschossige Vierflügelanlage aus Massivbauten mit Satteldach, wohl von Johann Dientzenhofer über älterer Substanz 1720/21 errichtet, Tor 1811 verändert, an der stadtwärtigen Fassade Wappen des Domdekans Reinhard Anton von Eyb, dem schlossartigen Anspruch entsprechend ausgestattet, Kapelle | D-4-61-000-91          | weitere Bilder |
| Domplatz 3 (Standort) | Curia Sti. Laurentii                    | Ehemaliger Domherrenhof, heute erzbischöfliches Ordinariat, vierseitige Baugruppe aus zweigeschossigen Satteldachbauten, Wohnbauten auf der südlichen Burgmauer spätmittelalterlich, Torbau mit Ädikularahmung der Einfahrt 1605, Ostbau in Formen der deutschen Renaissance 1903, Ummauerung mehrfach erneuert, Laurentiuskapelle um 1200 | D-4-61-000-92 Wikidata | weitere Bilder |
| Domplatz 4 (Standort) | Ehemalige Dompfisterei                  | Jetzt Domdechantei, zweigeschossiger Mansarddachbau, von Johann Jakob Michael Küchel 1737, um 1825 als Sitz des Domdekans um ein Geschoss erhöht | D-4-61-000-93 Wikidata | weitere Bilder |
| Domplatz 6 (Standort) | Domstift, Domkirche St. Peter und Georg | Über Resten des sogenannten Heinrichsdoms aus dem 11. Jahrhundert doppelchörige Basilika mit Westquerhaus und vier Türmen, um 1200 begonnen, gegen 1237 vollendet, Zugang von der Stadtseite verändert durch Errichtung des Domkranzes 1508 ff., Dachwerkerneuerung 1743–47, dabei Verzicht auf den seit dem 14. Jahrhundert vorhandenen Dachreiter, Erneuerung der Turmhelme 1765–1768, umfangreiche Renovierungen sowohl im Innern als auch am Äußeren zwischen 1826 und 1837; mit Ausstattung                                 | D-4-61-000-94 Wikidata | weitere Bilder |
| Domplatz 5 (Standort) | Domstift, Kreuzgang                     | Vier kreuzrippengewölbte Flügel, Öffnungen ohne Maßwerk, zum Teil an den Schlusssteinen datiert, über dem Nordjoch des Westflügels Andreas-Kapelle von 1412/14, im Westen der Kapitelsaal des 11. Jahrhunderts, seit dem Spätmittelalter Sepultur und seit 1484/86 als Bewahrort des Reliquiars eines heiligen Nagels erweitert (Nagelkapelle) | D-4-61-000-94 Wikidata | weitere Bilder |
| Domplatz 5 (Standort) | Domstift, Kapitelhaus                   | Südflügel des Kreuzgangs, zweigeschossiger Sandsteinquaderbau mit Mansarddach, Mittelrisalit mit reich verziertem Giebel, von Balthasar Neumann 1730/33 | D-4-61-000-94 Wikidata | weitere Bilder |
| Domplatz 7 (Standort) | Alte Hofhaltung                         | Über Resten des bischöflichen Palastes des 11./12. Jahrhunderts mit Andreaskapelle und Thomaskapelle (Katharinenkapelle) Teil des 1568 ff. von Erasmus Braun und Kaspar Vischer errichteten, Ende 18. Jahrhundert abgebrochenen Renaissancebaus Sogenannte Schöne Pforte, unter anderem von Pankraz Wagner, 1571–73 Der rückwärtige Hof umgeben von langgestreckten Trakten dreigeschossiger Steilsatteldachbauten mit Fachwerkobergeschossen und offenen Laubengängen, westlich 1479, nördlich 1487–89, südlich 16. Jahrhundert | D-4-61-000-95 Wikidata | weitere Bilder |
| Domplatz 8 (Standort) | Neue Residenz                           | Folge von mehreren dreigeschossigen Flügeln, 1601–1613 von Jakob Wolff dem Älteren im Nordwesten, Nord- und Ostflügel um 1700 von Johann Leonhard Dientzenhofer, mit reich gegliederten Fassaden zum Domplatz; mit Ausstattung; rückwärtig über der Burgbergummauerung des 17. Jahrhunderts Garten mit Pavillon, wohl von Johann Jakob Michael Küchel 1756/57 und Gartenfiguren Reithalle, vermutlich von Balthasar Neumann, 1731                                                                                                | D-4-61-000-96 Wikidata | weitere Bilder |

### Domstraße
| Lage                               | Objekt                                                                    | Beschreibung | Akten-Nr.               | Bild           |
| ---------------------------------- | ------------------------------------------------------------------------- | --- | ----------------------- | -------------- |
| Domstraße 2 (Standort)             | Curia Sti. Blasii, ehemaliger Domherrenhof                                | Ehemaliger Domherrenhof, zweigeschossiges Hauptgebäude mit Fachwerkobergeschoss und Schopfwalmdach, Anfang 16. Jahrhundert                                                                    | D-4-61-000-98 Wikidata  | weitere Bilder |
| Domstraße 2a (Standort)            | Curia Sti. Blasii, Seitenflügel                                           | Mit Wappen des Domherrn Eberhard von Rabenstein, bezeichnet „1503“ | D-4-61-000-98 Wikidata  | weitere Bilder |
| Domstraße 3 (Standort)             | Curia St. Mariae et Chunegundis                                           | Ehemaliger Domherrenhof, jetzt Dompfarrhof, im Kern spätmittelalterlich, um 1700 umgestaltet, Dachwerk 1690/91 (dendrochronologisch datiert), nordostwärts ausspringend die Kapelle von 1423  | D-4-61-000-99 Wikidata  | weitere Bilder |
| Domstraße 5 (Standort)             | Curia Sti. Lamperti, ehemaliger Domherrenhof, jetzt Dompropstei           | Hauptbau langgestreckter zweigeschossiger Satteldachbau mit Kapelle, wohl nach Plänen von Johann Leonhard Dientzenhofer, bezeichnet 1706, mit Kapellenausstattung, Garten 18./19. Jahrhundert | D-4-61-000-100 Wikidata | weitere Bilder |
| Domstraße 5 (Standort)             | Curia Sti. Lamperti, Nebengebäude                                         | 18. Jahrhundert mit spätmittelalterlichen Resten | D-4-61-000-100 Wikidata | weitere Bilder |
| Domstraße 7 (Standort)             | Curia Stae. Elisabethae, ehemaliger Domherrenhof, sogenannter Meranierhof | Ausgedehnte, mehrteilige Baugruppe vornehmlich des 15. Jahrhunderts, Gartenhalle 1566 | D-4-61-000-101 Wikidata | weitere Bilder |
| Domstraße 7 (Standort)             | Curia Stae. Elisabethae, Tortrakt                                         | Und dahinter liegender Trakt mit Fachwerkobergeschossen, Gartenhalle 1566 | D-4-61-000-101 Wikidata | weitere Bilder |
| Domstraße 7 (Standort)             | Curia Stae. Elisabethae, Terrassen-, Stütz- und Umfassungsmauern          | Teilweise wohl noch mittelalterlich | D-4-61-000-101 Wikidata | weitere Bilder |
| Domstraße 9 (Standort)             | Curia Stm. Johannis et Pauli, ehemaliger Domherrenhof                     | Torbau mit Kapelle in der Nordecke 1476 | D-4-61-000-102 Wikidata | weitere Bilder |
| Domstraße 9a, 9b, 9c 9d (Standort) | Curia Stm. Johannis et Pauli                                              | Wohnbauten nach Brand 1910/11 erneuert | D-4-61-000-102 Wikidata | weitere Bilder |
| Domstraße 11 (Standort)            | Ehemaliger Domherrenhof, sogenannter Madlershof                           | Um einen Hof mit Holzarkaden (um 1700) vierseitig geschlossene Anlage zweigeschossiger Satteldachbauten mit Fachwerkobergeschossen, vornehmlich des 16.–18. Jahrhunderts                      | D-4-61-000-103 Wikidata | weitere Bilder |
| Domstraße 11 (Standort)            | Ehemaliger Domherrenhof, Redwitzwappen                                    | Spätgotisch | D-4-61-000-103 Wikidata | weitere Bilder |
| Domstraße 11 (Standort)            | Ehemaliger Domherrenhof, Wappen des Domherrn Alexander von Jarsdorf       | Bezeichnet „1589“ | D-4-61-000-103 Wikidata | weitere Bilder |
| Domstraße 13 (Standort)            | Ehemaliger Domherrenhof, sogenanntes Truchseßhöflein                      | Zweigeschossiger Satteldachbau mit geohrten Fensterrahmungen, wohl von 1558 | D-4-61-000-104 Wikidata | weitere Bilder |
| Domstraße 13 (Standort)            | Toranlage                                                                 | | D-4-61-000-104 Wikidata | weitere Bilder |

### Grünhundsbrunnen
| Lage                          | Objekt                        | Beschreibung | Akten-Nr.                | Bild           |
| ----------------------------- | ----------------------------- | --- | ------------------------ | -------------- |
| Grünhundsbrunnen 3 (Standort) | Böschungs- und Brüstungsmauer | Gegen die tieferliegenden Anwesen der Oberen Sandstraße und den Platz des Grünhundbrunnens, unterhalb der Neuen Residenz mit gleichartigen Werksteinpforten zu den Hofgrundstücken der Oberen Sandstraße, Sandsteinquadermauerwerk, 1791/92, gestalterisch reicher der Abschnitt vor dem Domplatz mit von Figurengruppen oder Vasenaufsätzen bekrönten kannelierten Pilastern als Rahmung einer Figur, Allegorie der Baukunst, bekrönte Brunnennische, Bildhauerarbeiten von Michael Trautmann nach 1793; aus dem gleichen Planungszusammenhang das Eiserne Tor (vgl. dort), Brunnennische in der Böschungsmauer siehe Grünhundsbrunnen | D-4-61-000-1198 Wikidata | weitere Bilder |

### Obere Karolinenstraße
| Lage                                                          | Objekt                                                                   | Beschreibung | Akten-Nr.                | Bild           |
| ------------------------------------------------------------- | ------------------------------------------------------------------------ | --- | ------------------------ | -------------- |
| Obere Karolinenstraße (Standort)                              | Torpfeiler der Toranlage zum Jakobsplatz                                 | Von Johann Georg Roppelt, ersetzt das 1784/85 abgebrochene Jakobstor | D-4-61-000-1058 Wikidata | weitere Bilder |
| Obere Karolinenstraße 1; Obere Karolinenstraße 1 a (Standort) | Curia Schönborniana, ehemaliger Domherrenhof                             | Dreigeschossiger Satteldachbau mit Schopfwalm, Fachwerkobergeschosse auf Sandsteinquadersockel über hakenförmigem Grundriss, spätes 15. Jahrhundert, im 17./18. Jahrhundert überformt | D-4-61-000-1052 Wikidata | weitere Bilder |
| Obere Karolinenstraße 4 (Standort)                            | Curia Stm. Philipp et Jacobi, ehemaliger Domherrenhof                    | Langgestreckter dreigeschossiger Satteldachbau, spätmittelalterliche Wohnbauten über der Nordmauer der Burg; Torbau durch einen Schulbau von 1881 (heute Domschule) ersetzt | D-4-61-000-1053 Wikidata | weitere Bilder |
| Obere Karolinenstraße 5 (Standort)                            | Curia Sti. Pauli, ehemaliger Domherrenhof, jetzt Erzbischöfliches Palais | Dreigeschossiger Mansarddachbau mit übergiebeltem Mittelrisalit und Lisenengliederung, äußere Erscheinung eines Adelspalais nach Entwurf von Johann Jacob Michael Küchel, nach dessen Tod (1769) in Zopfform ausgeführt und ausgestattet Kapelle; mit Ausstattung | D-4-61-000-1054 Wikidata | weitere Bilder |
| Obere Karolinenstraße 6 (Standort)                            | Curia Sti. Sebastiani, ehemaliger Domherrenhof                           | Langgestreckter, zweigeschossiger Torflügel mit Satteldach, bezeichnet „1531“, Wohnbau auf der Ostseite wohl 16. Jahrhundert Wohntrakt auf der Westseite mit Kapellenturm und Belvederegang um 1600 Gartensalettl gegen 1755/60 wohl von Johann Jakob Michael Küchel | D-4-61-000-1055 Wikidata | weitere Bilder |
| Obere Karolinenstraße 7 (Standort)                            | Ehemaliger Domherrenhof Zobelhof, heute Missionshaus St. Heinrich        | Zweigeschossiger Mansarddachbau mit übergiebeltem Mittelrisalit, äußere Erscheinung eines adeligen Palais, von Otto Schumm, um 1780. Das Wappen ist das der Familie von Bentzel-Sternau. | D-4-61-000-1056 Wikidata | weitere Bilder |
| Obere Karolinenstraße 7 (Standort)                            | Ehemaliger Domherrenhof Zobelhof, heute Missionshaus St. Heinrich        | Rückwärtig in gesprengtem Halbkreis eingeschossige Wirtschaftsgebäude. | D-4-61-000-1056 Wikidata | weitere Bilder |
| Obere Karolinenstraße 8 (Standort)                            | Ehemaliger Langheimer Hof                                                | Vierflügelige Anlage, West-, Süd- und Ostflügel zweigeschossige Satteldachbauten mit Zierfachwerkobergeschoss, 16./17. Jahrhundert Keller des Westflügels, noch 12./13. Jahrhundert Nordflügel, dreigeschossiger Mansarddachbau mit Eckpilastern, um 1740. Im Durchgang Wappen des Klosterlangheimer Abtes Konrad Haas von 1551. Am Treppenturm Wappen des Bamberger Fürstbischofs Veit II. von Würtzburg zwischen Wappen von Abt Magnus Hofmann und dem Langheimer Klosterwappen. Undatiertes Abtswappen von Abt Alberich Semmelmann auf der rückwärtigen Fassade des Westflügels zur Michaelsberger Straße hin. | D-4-61-000-1057 Wikidata | weitere Bilder |